# امیل یاکوبسن
امیل یاکوبسن (انگلیسی: Emil Jakobsen؛ زادهٔ ۲۴ ژانویهٔ ۱۹۹۸) بازیکن هندبال اهل دانمارک است.